# Sadkivți, Moghilău
Sadkivți (în ucraineană Садківці, în română Sădcăuți) este un sat în comuna Subotivka din raionul Moghilău, regiunea Vinnița, Ucraina. După harta etnografică a Basarabiei din 1918 în sat locuiau numai moldoveni, fiind probabil asimilat în prezent.

## Demografie
Componența lingvistică a localității Sadkivți
     Ucraineană (96,75%)
     Rusă (2,38%)
     Alte limbi (0,87%)
Conform recensământului din 2001, majoritatea populației localității Sadkivți era vorbitoare de ucraineană (96,75%), existând în minoritate și vorbitori de rusă (2,38%).